# Las razones del lobo
Las razones del lobo es una película documental colombiana estrenada en los cines del país en mayo de 2022 y dirigida por Marta Hincapié Uribe.

## Sinopsis
Las razones del lobo aborda una historia familiar en la que la protagonista tiene recuerdos de una vida próspera con un padre que fue alcalde de la ciudad de Medellín, y una madre que, gracias a su mirada crítica, descubre verdades incómodas sobre la sociedad colombiana que la llevan al exilio, todo esto en medio del caos generado por la violencia interna que ha vivido el país desde hace más de cincuenta años gracias al accionar de las guerrillas, grupos paramilitares y narcotraficantes.

## Estreno y reconocimientos
En 2021 obtuvo el galardón a la mejor película en el Festival Internacional de Cine Independiente de Ituzaingó en Argentina, y una mención de honor en el Festival Internacional Mujer y Cine en Italia. También participó en otros eventos como el Festival de Cine Latinoamericano de Biarritz, el Festival Internacional de Cine Documental de Buenos Aires o el Festival Internacional del Nuevo Cine Latinoamericano de La Habana, entre otros.